# Luger P.08
Luger P.08 je jedna z nejznámějších pistolí světa. V Evropě je známější pod názvem Parabellum - „Parabella“.
Samonabíjející pistole s uzamčeným závěrem. K odemčení závěru dochází po krátkém zákluzu zpětněrázového celku hlaveň&závěr, kdy k vychýlení hmatníků závěru z uzamčeného stavu dojde po nárazu na kulisu, jež je nedílnou součástí rámu zbraně. Pistole byla vyvinuta Georgem Lugerem z jedné z prvních komerčně úspěšných samonabíjecích zbraní - pistole Borchardt C-93 vynálezce Huga Borchardta, který se inspiroval systémem kulometu Maxim. Pistoli Luger si v roce 1898 nechal patentovat Georg Luger. Od roku 1900 ji začala v Německu vyrábět továrna Ludwiga Loeweho Deutsche Waffen- und Munitionsfabriken (DWM).
Ve své době se jednalo o jednu z nejspolehlivějších samonabíjecích zbraní.[zdroj?] Hlavní nevýhodou byla poměrně vysoká výrobní náročnost, nevhodná u služební zbraně. Pistole byla vyráběna v mnoha variantách. Příklady: P.04 - "námořnický model" - oficiálně zařazen do výzbroje Kriegsmarine v roce 1906, se 150mm dlouhou hlavní v ráži 9 mm Luger, možností nasazení pažby, s dvoupolohovým stavitelným hledím na posledním článku kloubu, vyráběn ve dvou variantách (1. s dlouhým rámem, dlaňovou pojistkou a manuální pojistkou pracující v opačném směru než u P.08, u prvních modelů původní listová vratná pružina (?); druhý model krátký rám, dlaňová pojistka chybí, směr funkce manuální pojistky stejný jako P.08, vratná pružina vinutá). P.08 původně bez možnosti nasazení pažby, v průběhu výroby (po nástupu LP.08 z důvodu usnadnění výroby) ponechána možnost připojení pažby, délka hlavně 100mm, ráže 9 mm Luger. LP.08 - délka hlavně 203 mm, nástavná pažba, stavitelné tangenciální osmipolohové hledí s nastavením vzdálenosti střelby (teoretické) do 800m, první model s možností korekce hledí a mušky šroubky, druhý model zjednodušený bez možnosti korekce. Od roku 1938 ji výzbroji začala pomalu nahrazovat nová německá pistole Walther P 38, jejíž výroba byla výrazně jednodušší a levnější.
Výroba během WW I. DWM a státní zbrojovka v Erfurtu, později DWM přejmenována na BKWI. Výrobní linka z Erfurtu následně prodána firmě Simson&Co v Suhlu, odtud po nástupu nacistů k moci do firmy Krieghoff. Výrobní linka z BKWI (dříve DWM) byla ve firmě Mauser. Firma Mauser vyráběla pistole P.08 pod kódy S/42, 42 a byf.
Původní ráže pistole byla 7,65mm Luger. Tento náboj má, stejně jako náboje 7,63 Mauser a 7,62 Tokarev, původ v náboji 7,63 Borchardt. V průběhu vojskových zkoušek byl na základě požadavku vyšší zastavovací schopnosti vyvinut z náboje 7,65 Luger náboj 9mm Luger (9mm Parabellum, 9mm Para, 9x19). Mnoho pistolí ráže 7,65 Luger bylo v průběhu času transformováno na ráži 9 mm Luger. K této transformaci stačilo pouze vyměnit hlaveň.
Pistole je též známa zejména jako "pénulaosmička", "nulaosma". Tedy P08. Ve skutečnosti toto populární označení platí pouze pro její variantu tak, jak byla oficiálně přijata do výzbroje Reichswehru před první světovou válkou. To znamená pistoli Luger s hlavní o délce 98 mm, ráže 9 mm Luger, bez automatické dlaňové pojistky a s výstupkem pro připevnění nástavné pažby. 

## Po druhé světové válce
Ačkoli výroba Mauser P08 byla ukončena v roce 1943, P08 se znovu objevil v poválečné podobě kvůli pokračující poptávce po ručních zbraních pro vojenské a policejní potřeby. V roce 1945 Mauser znovu zahájil výrobu Lugeru pod kontrolou francouzského okupačního úřadu, aby zásoboval francouzskou armádu a okupační policejní síly. Montáž začala pod francouzskou kontrolou od června 1945 do poloviny roku 1946. Ve druhé polovině roku 1946 se nástroje a někteří zaměstnanci Mauser přestěhovali z Oberndorfu do Châtellerault ve Francii, kde se nachází MAC (Manufacture d'Armes de Châtellerault), aby pokračovali v montáži ze stávajících zásob dílů. Předpokládá se, že pro francouzské síly bylo smontováno asi 4 000 pistolí z dílů Lugeru, včetně několika modelů LP 08, což je dostatečný počet k tomu, aby se po několik let ve Francii začala vyrábět nová výroba zásobníků Luger. Přežívající příklady Lugerů sestavených pod francouzským dohledem se někdy vyskytují s výrazným šedým parkerizovaným povrchem.  Několik raných francouzských kontrolních pistolí nese pěticípou hvězdu, o které je známo, že ji používaly francouzské okupační úřady. Pozdější pistole sestavené ve Francii často nesou název francouzského výrobce, jako je Manufacture Française d'Armes & Cycles de St. Etienne (Manufrance). Přežívající francouzské kontrolní Lugery byly uloženy ve francouzských skladištích polovojenské Gendarmerie Nationale do pozdních 70. let.
Pistole byly také montovány pod vedením sovětských (a později východoněmeckých) úřadů k vyzbrojení vojenských a vojensko-policejních jednotek, stejně jako Volkspolizei. Během bezprostředně poválečného období byly také kompletní pistole Luger sestaveny z odmítnutých nebo zachráněných dílů s různými sériovými čísly, které byly poté prodány jako suvenýry okupačním silám v Německu. Tisíce originálních pistolí Luger si po obou světových válkách odvezli domů vracející se spojenečtí vojáci. Další pistole Luger byly později sestaveny ve Spojených státech zbrojíři různých schopností pomocí použitých, odmítnutých nebo zachráněných dílů dovezených z Německa a dalších zemí. Tyto pistole a jejich konstrukční kvalita (nebo její nedostatek) by mohly přispět ke kritice Lugeru jako komplikované a nespolehlivé zbraně. Dobře udržovaný Luger s novými pružinami a vhodnými náboji je však velmi spolehlivou zbraní. 
Švýcarský Parabellum 06/29 pokračoval ve výrobě až do roku 1946. V roce 1969, po zakoupení švýcarského nářadí 06/29, Mauser Werke v Oberndorfu znovu zahájila výrobu Parabellum, která byla ukončena v roce 1986, kdy byl vyroben poslední památeční model.  Zatímco výroba nového Mauser Luger v této době skončila, pistole se až do 90. let nadále montovaly z dostupných dílů.
Pistole Luger je stále sběrateli vyhledávaná jak pro svůj elegantní design a přesnost, tak pro spojení s císařským a nacistickým Německem . Je to jeden z nejvíce sbíraných kusů militárií, sběratelé je nakupují za ceny od 34 500 $ do 1 000 000 $. 
Aaron Davis v The Standard Catalog of the Luger tvrdil, že „od svého přijetí byl Luger synonymem pro německou armádu až do konce druhé světové války“ a „zeptejte se kteréhokoli veterána z druhé světové války (evropských bojišť), jaký byl nejcennější válečný suvenýr a vždy dostanete odpověď ‚Luger‘.“  Plukovník David Hackworth ve své autobiografii zmiňuje, že šlo stále o vyhledávanou zbraň ve vietnamské válce.  Vietnamští zbrojaři dokonce zkopírovali základní Lugerův design a vyrobili několik hrubých „Luger“ pistolí, kterými vyzbrojili Viet Cong a další nepravidelné síly.

## Varianty
- Parabellum model 08[2]

V roce 1904 přijata do výzbroje příslušníků kulometných rot a námořnictva, v roce 1908 standardní armádní pistole. Pistole v ráži 9 mm Luger měla délku hlavně 98 mm, scházela automatická pojistka a zařízení na nasazení pažby. Později v době první světové války se začaly vyrábět pistole modelu 08 se zařízením pro nasazení pažby. V roce 1934 obnovena výroba v továrně Mauser.
- Parabellum - námořní model[2]

Tento typ měl hlaveň dlouhou 150 mm a přídavnou pažbu.
- Parabellum 08 ráže 7,65[2]

Výroba pro civilní použití v ráži 7,65 Parabellum. Vyráběná především mezi válkami, kdy Německu nebyly povoleny pistole ráží větších než 7,65mm.
- Parabellum - dělostřelecký model (LP.08, Lange Pistole 08)[2]

Tato pistole - karabina, vyráběná během první světové války, byla určena pro poddůstojníky dělostřelectva jako náhražka standardní karabiny Mauser. Tyto pistole měly hlaveň dlouhou 200 mm, stavitelné hledí pro střelbu na vzdálenosti do 800 m a válcový zásobník systému Leer na 32 nábojů. Speciální exempláře měly hlavně o délce 250, 300 a 400 mm. Vzniklo asi 250 000 těchto pistolí. Nebyly příliš oblíbeny, především pro své nepraktické rozměry.
- Parabellum 08 - výroba po druhé světové válce[2]

Po druhé světové válce byla obnovena výroba v Západním Německu poněkud pozměněného modelu pistole. Hlaveň se vyrábí ve dvou rozměrech - 150 mm (ráže 7,65 a 9 mm) a 100 mm (ráže 9 mm).

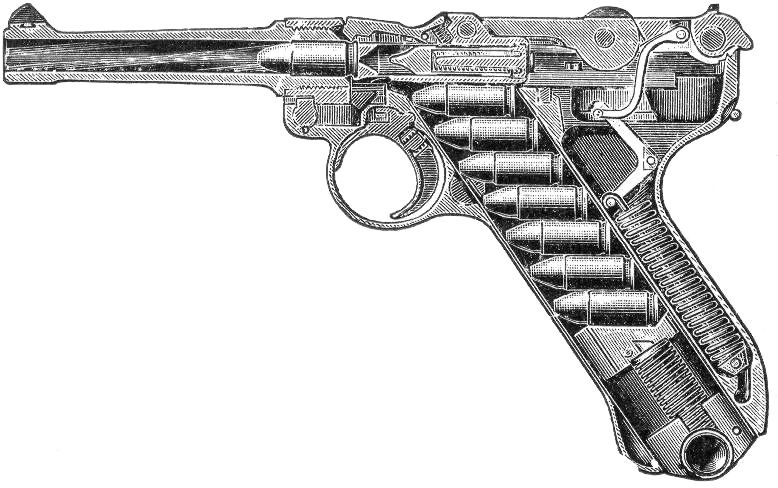
Nákres pistole Luger z patentu Georga Lugera z roku 1908
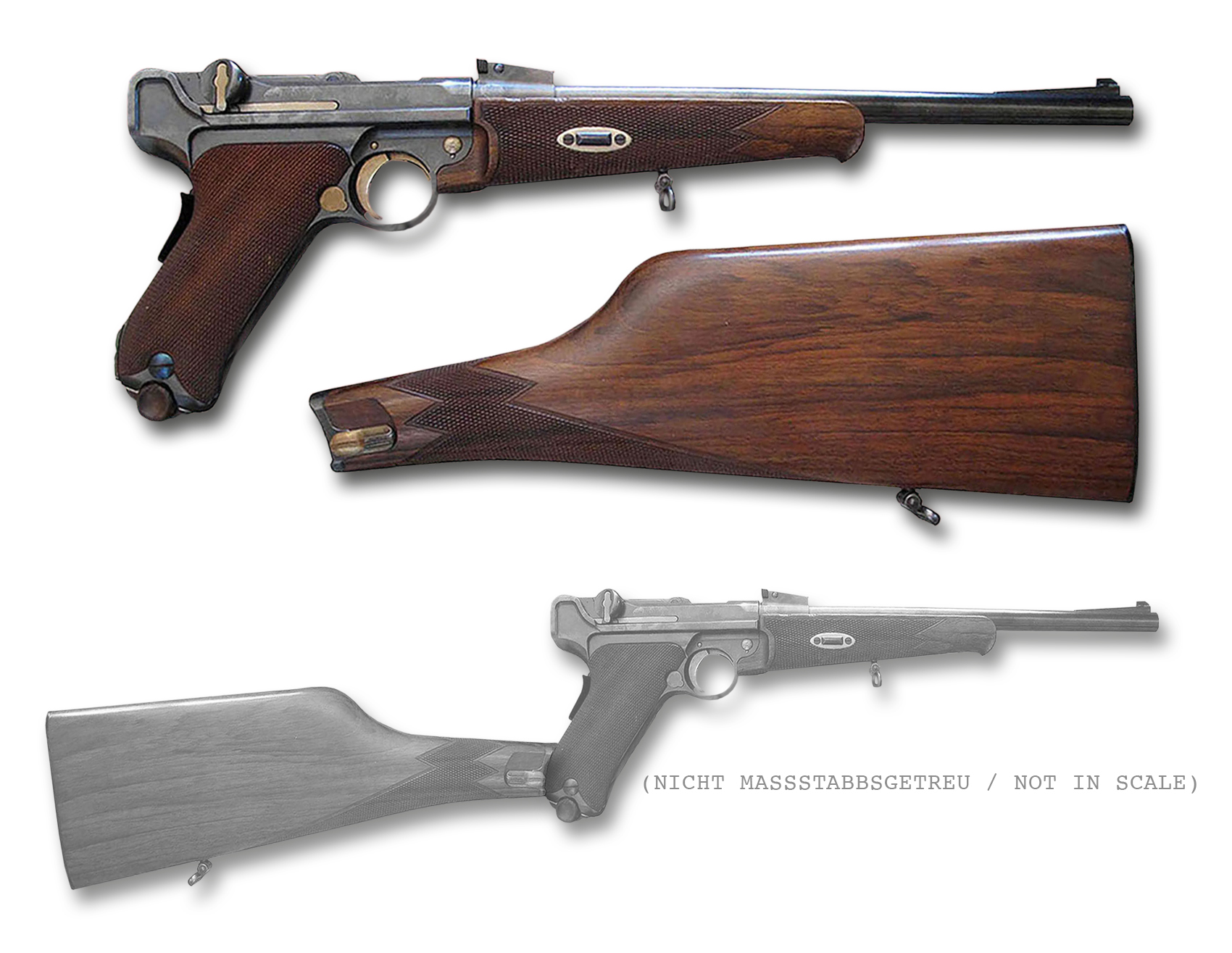
Luger Model 1900
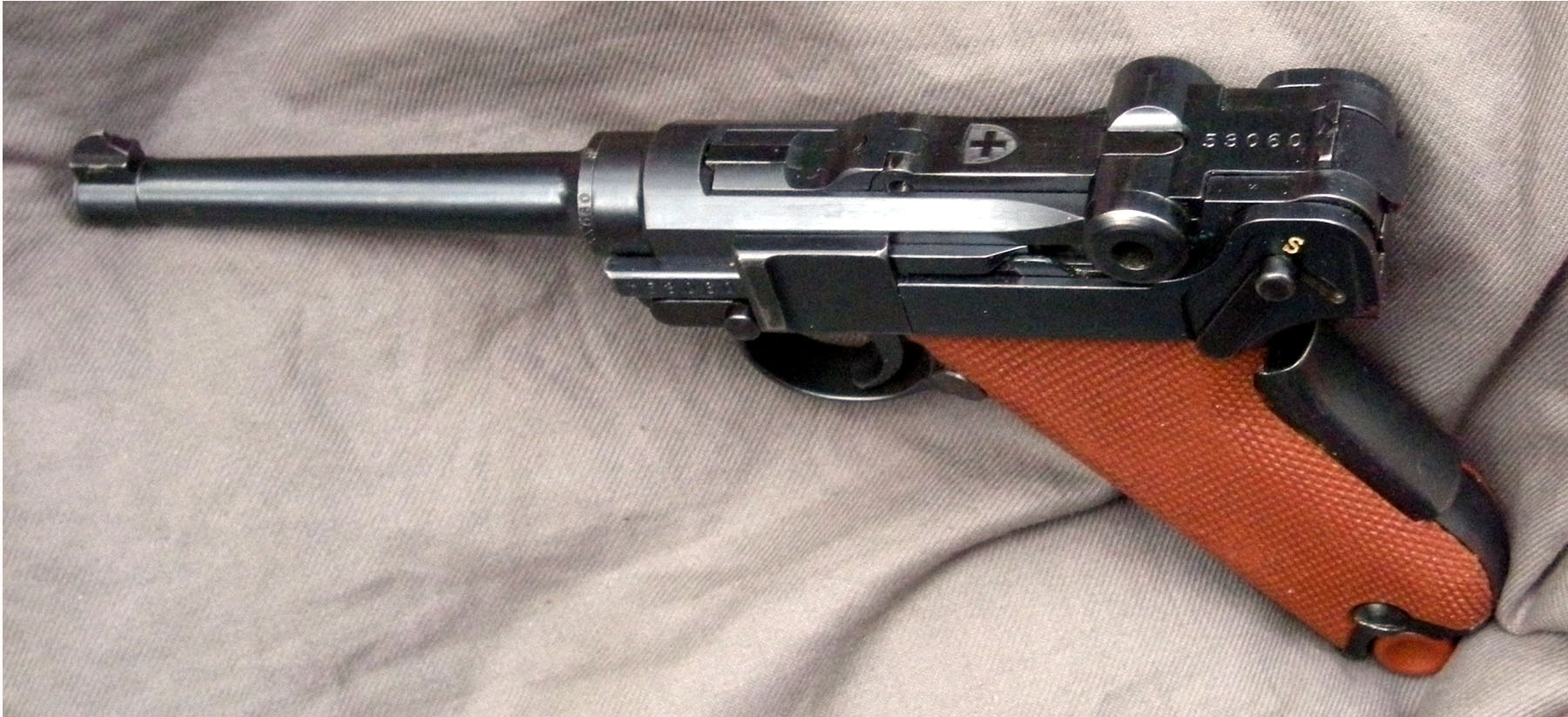
Švýcarská Pistol 06/29, 7,65×21mm
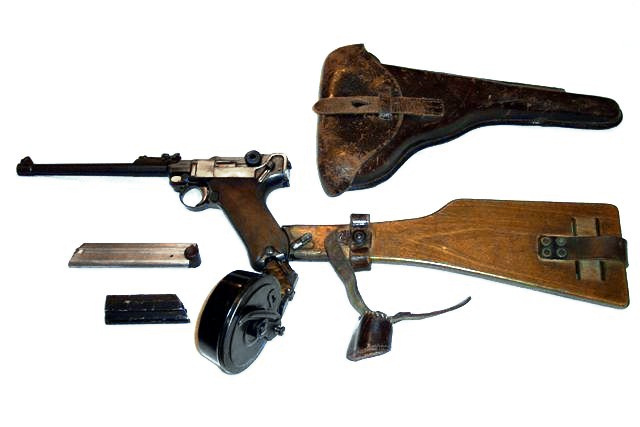
Lange Pistole 08 s bubnovým zásobníkem na 32 nábojů a odnímatelnou pažbou

## Uživatelé
- Německo
- Švýcarsko
- Bulharsko
- Řecko
- Nizozemsko
- Portugalsko
- Finsko
- Afghánistán
- Turecko a další